# Centre d'édition et de diffusion africaines
Le Centre d'édition et de diffusion africaines (ou CEDA) est une maison d'édition ivoirienne.

## Présentation
Fondé en 1961 par l'État ivoirien, le CEDA a pour spécialités l'édition scolaire et la littérature générale,.
Jusqu'en 2012, les actions CEDA sont cotées à la Bourse régionale des valeurs mobilières. Depuis lors, le CEDA a fait l'objet d'une fusion-absorption par les Nouvelles éditions ivoiriennes(NEI).

## Autrices et auteurs publiés
- Paul Yao Akoto
- Assamala Amoi
- Maurice Bandaman
- Fatou Bolli
- Joachim Bohui Dali
- Jérôme Carlos
- Micheline Coulibaly
- Gina Dick
- Laurent Gbagbo
- Simone Kaya
- Amadou Koné
- Mariama Ndoye